# 신미도
| Daedongyeojido (Gyujanggak) 08-05.jpg |  |
|                                       |  |

신미도(身彌島, Sinmi Island)는 조선민주주의인민공화국 평안북도 선천군에 위치한 섬이다.

## 상세
평안북도 철산군, 선천군, 그리고 곽산군을 바라보고 있다. 지리적으로는 선천군 앞바다, 즉 서조선만에 위치해 있다. 면적은 52km2로 조선민주주의인민공화국에서 비단섬 다음으로 가장 큰 섬이다.
6.25 전쟁 중 인천상륙작전 이후 남한의 북진 중 점령되었으며, 대한민국 해군 소속 군함과 조선인민군 항공 및 반항공군 소속 전투기 간 전투가 발생하였다.
중국 단둥에서 대략 60km 정도 떨어져 있다.

## 같이 보기
- 선천군